# Döbritz

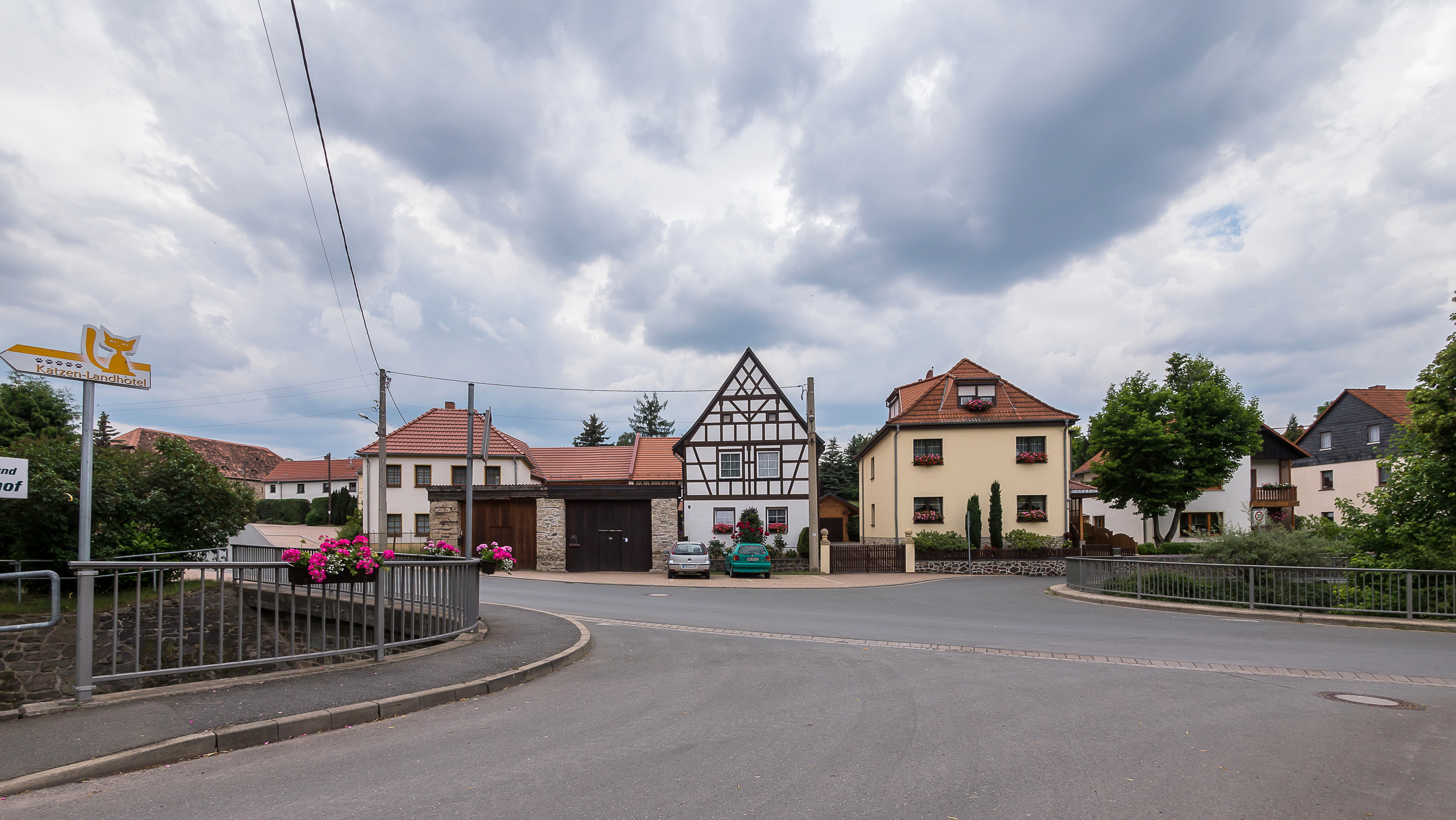
Ortslage

Döbritz ist eine Gemeinde im thüringischen Saale-Orla-Kreis und gehört zur Verwaltungsgemeinschaft Oppurg.

## Geografie
Die Gemeinde liegt im Gamsental, unterhalb der Döbritzer Schweiz, ein Zechsteinriffgebiet mit 14 turmartigen Einzelriffen, das vor 250 Millionen Jahren entstand.

## Geschichte
Die Döbritzer Höhlen liegen am Westrand des Gamsentales. Das Zechsteinmassiv weist eine Reihe von Höhlen auf in denen steinzeitliche Funde gemacht wurden. 1071 wurde die Gemeinde als slawische Ortschaft „Dobrawicz“ erstmals urkundlich erwähnt.

### Namensherkunft
vom alt-/kirchenslawischen  добръ / dobrŭ (‚tüchtig‘, ‚schön‘, ‚gut‘)

### Kirche
Evangelische Dorfkirche aus dem Jahr 1768.

### Einwohnerentwicklung
Entwicklung der Einwohnerzahl (Stand jeweils 31. Dezember):
| - 1994: 205 - 1995: 212 - 1996: 207 - 1997: 208 - 1998: 211 - 1999: 207 | - 2000: 206 - 2001: 205 - 2002: 209 - 2003: 199 - 2004: 204 - 2005: 211 | - 2006: 209 - 2007: 208 - 2008: 203 - 2009: 205 - 2010: 201 - 2011: 189 | - 2012: 187 - 2013: 189 - 2014: 187 - 2015: 190 - 2016: 181 - 2017: 181 | - 2018: 183 - 2019: 181 - 2020: 175 - 2021: 169 - 2022: 169 - 2023: 171 |

Datenquelle: Thüringer Landesamt für Statistik

## Politik

### Gemeinderat
Der Rat der Gemeinde besteht aus 6 Ratsfrauen und Ratsherren.
- BI Döbritz 4 Sitze
- FFW 2 Sitze

(Stand: Kommunalwahl am 27. Juni 2004)

### Wappen
Das Wappen wurde am 1. Oktober 1991 genehmigt.
Blasonierung: „Geteilt; oben in Rot ein silberner Pflug, unten von Silber und Rot senkrecht gerautet.“
Döbritz hat bedeutungsvolle frühgeschichtliche Funde aufzuweisen. Die beiden kulturgeschichtlich wichtigsten Exemplare sind eine Harpunenspitze sowie das sogenannte Fußsohlenidol. Die beiden ca. 130.000 Jahre alten Fundstücke tragen Verzierungen in rautenähnlicher Form. Daraus ergibt sich als Heroldsfigur ein Rautenfeld. Eine Hausmarke von einem historischen Gebäude des Ortes in Gestalt eines Pfluges bildet das zweite Wappenelement. Es verweist daneben auf die landwirtschaftlich geprägte Erwerbsgeschichte des Ortes.
Das Wappen wurde von den Heraldikern Frank Jung und Frank Diemar gestaltet.

## Verkehr
Döbritz ist über die Bundesstraße 281 an das Straßennetz angeschlossen. Man kann es allerdings auch von Gertewitz und Bodelwitz erreichen.

## Persönlichkeiten
- Ernst Matthias von Borcke (1646–1728), kursächsischer Generalleutnant und Kommandant von Alt-Dresden